# Alcyonidium verrilli
Alcyonidium verrilli är en mossdjursart som beskrevs av Osburn 1912. Alcyonidium verrilli ingår i släktet Alcyonidium och familjen Alcyonidiidae. Inga underarter finns listade i Catalogue of Life.